# آگوست سالزمن
آگوست سالزمن (۱۸۲۴–۱۸۷۲) باستان‌شناس، نقاش و پیشگام در زمینه عکاسی باستان‌شناسی فرانسوی بود.

## زندگی و حرفه
سالزمن در خانواده‌ای ثروتمند از کارآفرینان اهل آلزاس به دنیا آمد. او دوست نقاش و نویسنده اوژن فرومنتن بود که با او در سال ۱۸۴۷ به الجزایر سفر کرد. در سال ۱۸۵۱، زمانی که سالزمن در مصر بود، با مصر‌شناس آگوست ماریت ملاقات کرد و علاقه خاصی به کار او پیدا کرد.
سالزمن که نقاش مناظر و مناظر مذهبی بود یکی از اولین کسانی بود که از عکاسی به عنوان وسیله‌ای برای مطالعه باستان‌شناسی استفاده کرد. او از زمان کالوتایپ همراه لوئیس دکلرک، مهمترین عکاس بوده است. عکس‌های اورشلیم در سال ۱۸۵۴ از کار باستان‌شناس فلیکس دو سولسی الهام گرفته شده است.
برجسته‌ترین تصاویر از کتاب عکس اورشلیم، که در مجموع ۱۷۴ عکس را شامل می‌شود، بدون شک به تصویر کشیدن جزئیات معماری و یافته‌های باستان‌شناسانه است. این کتاب همچنین دارای مناظر زیبایی از اورشلیم، دره یوسفات و بیت لحم است. تصاویر سالزمن در مقایسه با رویکرد کلاسیک معاصرش، ماکسیم دو کمپ، از منظر امروزی از نظر زیبایی‌شناسی غنی‌تر هستند. کتاب عکس در سال ۱۸۵۶ منتشر شد و با قیمتی که در آن زمان کاملاً خارج از روال بود به بازار عرضه شد: بیش از ۱۴۰۰ فرانک. این کتاب که از موفقیت تجاری کمتری نسبت به کتاب دو کمپ برخوردار بود، عمدتاً مخاطبان علاقه‌مند به باستان‌شناسی داشتند که کنجکاوی آنها در چنین موضوعاتی اخیراً به طور قابل توجهی کاهش یافته بود.
در سال ۱۸۶۰، مجله لو توق دوموند این تصاویر را به صورت چوب‌تراشی منتشر کرد.